# 에이치플러스 양지병원
에이치플러스 양지병원(H PLUS YANGJI HOSPITAL)은 서울특별시 관악구 남부순환로 1636 에 위치한 종합병원이다.
부속병원으로는 소화기병원과 외국인 진료 전문인 국제병원이 있다.

## 연혁
- 1976년 3월 김철수 내과 김란희 산부인과 개원
- 1980년 6월 양지병원 개원 (6개과 33실 51병상)
- 1998년 6월 신관, 별관 증축
- 2007년 1월 종합병원 승격
- 2011년 3월 임상연구센터 신축
- 2018년 3월 부속 H+ 국제병원 개원
- 2018년 4월 부속 H+ 소화기병원 개원
- 2020년 3월 세계 최초 워크스루 개발/운영/제1호 특허
- 2020년 4월 '한국형 워크스루' K브랜드화 추진 협약
- 2020년 8월 K-워크스루 제 1호 특허 (제 10-2151700호)
- 2021년 4월 코로나19 대응 유공 대통령 표창
- 2021년 11월 International Hospital federation AWARDS 2021, 국내 의료기관 유일 수상 - 국제 병원 연맹
- 2021년 12월 워크스루 진료부스 특허 (제 10-2346479호) - 특허청
- 2022년 3월 2021년 기관생명윤리위원회(IRB) 평가 인증
- 2022년 8월  ESG 경영 선포
- 2023년 3월 의료법인 ‘서울효천의료재단’ 출범
- 2024년 4월 다빈치 로봇수술기 도입
- 2024년 12월 에이치플러스 인터네셔널 메디컬센터(H+하노이) 오픈
- 2025년 1월 강남구립 행복요양병원 수탁 운영
- 2025년 2월 H+인터네셔널 메디컬센터(H+하노이) 그랜드 오픈식 ‘Grand Opening H PLUS’

## 워크스루
세계 최초로 코로나19 검사를 위해 도보이동형 워크스루를 개발, 세계적 화제가 되었다. 미국 워싱턴포스트, ABC, CNN, 블룸버그 영국 BBC, 독일국영방송, 프랑스 TF1, 일본 아사히신문, 도쿄신문, NHK, 중국 신화통신, AP통신, UPI, AFP 등 수 많은 외신보도로 드라이브 스루, 진단키트, 생활치료센터 등과 함께 국내 대표적인 방역모델로 평가를 받고 있다.

## 인접한 건물
- 서울관악우체국
- ● 서울 지하철 2호선, ● 서울 경전철 신림선 신림역